# Florina (prenume)
Florina este un prenume feminin românesc care se poate referi la:
- Florina Cercel (1943-2019), actriță română
- Florina Chintoan (n. 1985), handbalistă română
- Florina Ilis (n. 1968), prozatoare română
- Florina Jipa (n. 1944), politiciană romănă
- Florina Tomescu (n. 1927), pictoriță română
- Florina Vișan (n. 1968), culturistă română